# LFFA Division II 2016
La LFFA Division II 2016 è stata la 2ª edizione del campionato di football americano di secondo livello, organizzato dalla LFFA.

## Squadre partecipanti
| Club                     | Città     | Stadio | Sponsor ufficiale | Risultato nella stagione 2015 |
| ------------------------ | --------- | ------ | ----------------- | ----------------------------- |
| Andenne Bears            | Andenne   |        |                   |                               |
| Charleroi Coal Miners    | Charleroi |        |                   |                               |
| AGL Razorbacks           | Arlon     |        |                   |                               |
| Wallonie Picarde Phoenix | Tournai   |        |                   |                               |

## Stagione regolare

### Calendario

#### 1ª giornata
| Andenne 21 febbraio 2016, ore 12:00 | Wallonie Picarde Phoenix | 28 – 0 | AGL Razorbacks |  |

| Andenne 21 febbraio 2016, ore 15:00 | Andenne Bears | 20 – 18 | Charleroi Coal Miners |  |

#### 2ª giornata
| Louftémont 6 marzo 2016, ore 12:00 | AGL Razorbacks | 0 – 28 | Andenne Bears |  |

#### 3ª giornata
| Andenne 20 marzo 2016, ore 12:00 | AGL Razorbacks | 0 – 28 | Wallonie Picarde Phoenix |  |

| Andenne 20 marzo 2016, ore 15:00 | Andenne Bears | 36 – 8 | Charleroi Coal Miners |  |

#### 4ª giornata
| Liegi 3 aprile 2016, ore 12:00 | AGL Razorbacks | 0 – 28 | Charleroi Coal Miners |  |

| Braine-le-Comte 3 aprile 2016, ore 12:00 | Wallonie Picarde Phoenix | 30 – 7 | Andenne Bears |  |

#### 5ª giornata
| Tournai 17 aprile 2016, ore 12:00 | Wallonie Picarde Phoenix | 33 – 28 | Charleroi Coal Miners |  |

#### 6ª giornata
| Braine-le-Comte 1º maggio 2016, ore 12:00 | Andenne Bears | 28 – 0 | AGL Razorbacks |  |

#### 7ª giornata
| Roux 15 maggio 2016, ore 12:00 | Andenne Bears | 7 – 39 | Wallonie Picarde Phoenix |  |

| Roux 15 maggio 2016, ore 15:00 | Charleroi Coal Miners | 28 – 0 | AGL Razorbacks |  |

#### 8ª giornata
| Roux 29 maggio 2016, ore 15:00 | Charleroi Coal Miners | 6 – 21 | Wallonie Picarde Phoenix |  |

### Classifica
La classifica della regular season è la seguente:
- PCT = percentuale di vittorie, G = partite giocate, V = partite vinte,  P = partite perse, PF = punti fatti, PS = punti subiti

| Pos. | Squadra                  | PCT   | G | V | N | P | PF  | PS  |
| ---- | ------------------------ | ----- | - | - | - | - | --- | --- |
| 1    | Wallonie Picarde Phoenix | 1.000 | 6 | 6 | 0 | 0 | 201 | 48  |
| 2    | Andenne Bears            | .667  | 6 | 4 | 0 | 2 | 126 | 95  |
| 3    | Charleroi Coal Miners    | .333  | 6 | 2 | 0 | 4 | 146 | 110 |
| 4    | AGL Razorbacks           | .000  | 6 | 0 | 0 | 6 | 0   | 168 |

## Playoff e playout

### Playout
| Andenne 19 giugno 2016, ore 12:00 | Braine-le-Comte Sharks | 2 – 19 | Charleroi Coal Miners |  |

### Playoff
| Andenne 19 giugno 2016, ore 15:00 | Wallonie Picarde Phoenix | 10 – 21 | Waterloo Warriors |  |

## Verdetti
- Wallonie Picarde Phoenix Vincitori della LFFA DII 2016